# Gare de Leucate-La Franqui
Gare de Leucate-La Franqui vasútállomás Franciaországban, Leucate településen.

## Vasútvonalak
Az állomást az alábbi vasútvonalak érintik:
- Narbonne–Portbou-vasútvonal

## Kapcsolódó állomások
A vasútállomáshoz az alábbi állomások vannak a legközelebb:
- Gare de Port-la-Nouvelle
- Gare de Salses